# 石川真奈
石川 真奈（いしかわ まな、1997年8月28日 - ）は、日本の女子バレーボール選手。

## 来歴
和歌山県日高郡印南町出身。兄に勧められて小学2年からバレーボールをはじめ、印南中学校を経て和歌山信愛高校に進学。2年次からレギュラーに抜擢され、中心選手として活躍。3年次は怪我の影響で春高バレーでは思うような活躍ができなかったが、Vリーグの複数チームからのオファーがあり、2016年1月に東レアローズの内定選手となった。
2017年7月に行われたV・サマーリーグ西部大会でフレッシュスター賞を獲得した。2017年12月のVプレミアリーグJTマーヴェラス戦でVリーグデビューを果たした。2019年2月のV.LEAGUE日立リヴァーレ戦でスタメン出場した。同年5月東レアローズを退団することが発表された。
2019-20シーズン、トルコ2部リーグのTEDアンカラ・カレッジで1シーズンプレーし、2020-21シーズン、PFUブルーキャッツに入団した。PFUで1シーズンプレーし、同シーズン終了をもってPFUを退団。
2022年、Vリーグ入りを目指すクラブチームである福岡ギラソールに入団した。
2024年、福岡ギラソールを退団。スイスのライファイゼン・バレー・トッゲンブルクに加入した。

## 所属チーム
- 印南はまゆうクラブ
- 印南町立印南中学校
- 和歌山信愛高等学校
- 東レアローズ（2016-2019年）
- TEDアンカラ・カレッジ（英語版）（2019-2020年）
- PFUブルーキャッツ（2020-2021年）
- 福岡ギラソール（2022-2024年）
- ライファイゼン・バレー・トッゲンブルク（イタリア語版）（2024年）

## 受賞歴
- 2017年 - V・サマーリーグ フレッシュスター賞

## 個人成績
Vプレミアリーグレギュラーラウンドにおける個人成績は下記の通り。
| シーズン | 所属 | 出場 | 出場   | アタック | アタック | アタック | アタック | ブロック | ブロック | サーブ | サーブ | サーブ | サーブ | レセプション | レセプション | 総得点 | 備考 |
| -------- | ---- | ---- | ------ | -------- | -------- | -------- | -------- | -------- | -------- | ------ | ------ | ------ | ------ | ------------ | ------------ | ------ | ---- |
| シーズン | 所属 | 試合 | セット | 打数     | 得点     | 決定率   | 効果率   | 決定     | /set     | 打数   | エース | 得点率 | 効果率 | 受数         | 成功率       | 総得点 | 備考 |
| 2016/17  | 東レ | 0    | 0      | 0        | 0        | 0.0%     | %        | 0        | 0.00     | 0      | 0      | %      | 0.0%   | 0            | 0.0%         | 0      |      |
| 2017/18  | 東レ | 8    | 3      | 2        | 1        | 50.0%    | %        | 0        | 0.0      | 6      | 0      | %      | 4.2%   | 0            | 0.0%         | 1      |      |
| 2018/19  | 東レ | 28   | 36     | 61       | 19       | 31.1%    | %        | 5        | 0.14     | 46     | 1      | %      | 7.6%   |              | %            |        |      |